# Coupe des champions féminine de la FIFA
La Coupe des champions féminine de la FIFA est une compétition féminine de football rassemblant les clubs champions de chaque confédération de la FIFA. Elle se déroulera tous les ans à partir de 2026, hormis les années où aura lieu la Coupe du monde des clubs.

## Histoire
En mars 2025, après avoir repoussé le lancement de sa Coupe du monde des clubs féminine à 2028, la FIFA annonce le lancement d'une nouvelle compétition annuelle : la Coupe des champions féminine. La première édition est prévue pour janvier 2026.

## Format
Contrairement à la Coupe du monde des clubs qui devrait rassembler 19 équipes, le format de cette Coupe des champions est plus resserré puisque seuls les équipes championnes de leur confédération sont conviées.
En barrages, les champions de l'AFC et de l'OFC s'affrontent au premier tour, avant d'affronter le champion de la CAF au deuxième tour. Le club vainqueur des barrages affronte alors le champion de l'UEFA en demi-finale. Dans l'autre demi-finale, les champions de la CONCACAF et de la CONMEBOL se font face. Une finale et un match pour la troisième place sont ensuite organisés.